# Francesco Girolamo Bona
Francesco Girolamo Bona OSB (* 8. Oktober 1687 in Ragusa; † 28. Dezember 1749 ebenda) war Bischof von Trebinje-Mrkan und Kurienbischof.

## Leben
Der Patriziersohn studierte Theologie und Kirchenrecht; 1710 empfing er die Priesterweihe. Als Mitglied des Domkapitels von Dubrovnik war er Offizial am Diözesangericht, er war Vikar des Erzbischofs Giovanni Battista Conventati. Er ging nach Rom, gewann die Freundschaft eines Kardinals und wurde am 17. März 1727 von Papst Benedikt XIII. zum Bischof von Trebinje-Mrkan ernannt. Die etwa 3000, weit verstreut lebenden Katholiken seines neuen Bistums wurden von vier Priestern (Missionare der Propaganda Fide) pastoriert, es gab keine Kirchen, nur wenige Kapellen. Bischof Bona wandte sich 1729 nach einer Diözesansynode an Rom und bat die Kongregation um Hilfe.
Papst Clemens XII. erkannte seine Fähigkeiten, berief ihn als Bischof von Trebinje-Mrkan ab und stellte in den Dienst der Kurie. Er ernannte ihn am zum Titularerzbischof von Karthago und schickte ihn nach Konstantinopel zum Aufbau eines Vikariates in der osmanischen Hauptstadt. Aus gesundheitlichen Gründen musste er 1736 seine Arbeit aufgeben und ging zurück nach Rom. Im Juli 1737 ging er als päpstlicher Gesandter an den Hof König Ludwig XV. nach Paris, kehrte aber am 8. Juli 1738 nach Konstantinopel zurück. Das Datum seiner Bischofsweihe ist nicht überliefert, er muss die Weihe jedoch spätestens im Jahr 1740 empfangen haben, in dem er als Konsekrator des Bischofs von Santorini, Francesco Antonio Razzolini OFMConv genannt wird.
Erneut erkrankt, musste er Konstantinopel 1741 wieder verlassen. Das Apostolische Vikariat Konstantinopel wurde am 15. April 1742 durch Papst Benedikt XIV. begründet. Am 23. Mai 1742 wurde Erzbischof Bona vom Papst als Apostolischer Visitator eingesetzt. In dieser Eigenschaft war er auch 1743 wieder in der osmanischen Hauptstadt. Die Ausbreitung der Freimaurerei in Europa bereitete dem Papst große Sorgen, sodass er seinen „Sondergesandten“ Bona bat mit der französischen Regierung entsprechende Maßnahmen zur Eindämmung zu ergreifen.
Gegen Ende seines Lebens kehrte Bona in seine Heimatstadt zurück, wo er am 28. Dezember 1749 im 63. Lebensjahr starb.